# Hexoplon uncinatum
Hexoplon uncinatum är en skalbaggsart som beskrevs av Pierre Émile Gounelle 1909. Hexoplon uncinatum ingår i släktet Hexoplon och familjen långhorningar.
Artens utbredningsområde är Paraguay. Inga underarter finns listade i Catalogue of Life.